# Reinhard Schwerdtner
Reinhard Schwerdtner (* 7. Dezember 1956 in Greppin) ist ein ehemaliger deutscher Fußballtorwart. In der höchsten Spielklasse des DDR-Fußballs, der Oberliga, spielte er für den BFC Dynamo und die BSG Energie Cottbus.

## Sportliche Laufbahn

### BSG- und Clubstationen
Schwerdtner spielte in seiner Jugend zunächst bei der BSG Lokomotive Guben und anschließend ab 1970 bei der BSG Energie Cottbus. Im November 1971 ging er zum BFC Dynamo. In der dortigen Nachwuchsabteilung entdeckten ihn die Auswahlverantwortlichen des DFV auch für internationale Aufgaben. Bei den Weinroten aus Hohenschönhausen gelang ihm auch der Sprung in den Männerbereich.
Der Torwart debütierte er beim BFC in der Oberliga am 2. Spieltag der Saison 1975/76, als er beim 6:1-Sieg gegen Energie Cottbus am 27. August 1975 in der Startelf stand. Es folgten in der Saison 14 weitere Einsätze. 1976/77 absolvierte Schwerdtner 14 von 26 Spielen. Außerdem stand er im Hinspiel des UEFA-Pokals gegen Schachtar Donezk im Tor, das die Weinroten mit 0:3 verloren. In den folgenden drei Spielzeiten in der Oberliga kam Schwerdtner nur sporadisch zum Einsatz und musste sich spätestens seit den ersten beiden Meistertiteln der Ost-Berliner 1979 und 1980 endgültig mit der Reservistenrolle hinter Stamm- und Auswahltorwart Bodo Rudwaleit abfinden, der ab der Spielzeit 1980/81 bis zu Schwerdtners Weggang fünf Jahre später alle Punktspiele im BFC-Kasten bestritt. Mit der 1983 nach der Auflösung der Nachwuchsoberliga wieder aufgestellten Zweitvertretung des BFC, in der er schon Mitte der 1970er-Jahre zum Einsatz kam, wird der Torsteher 1983/84 Ost-Berliner Bezirksmeister und dem Team gelingt in der Aufstiegsrunde der Sprung in die zweitklassige Liga. In dieser Spielklasse hatte er Mitte der 1970er-Jahre im Männerbereich seine ersten Partien bestritten.
Obwohl im gemeinsamen Vorschauheft von fuwo und Deutschem Sportecho im Sommer 1985 noch als Kadermitglied des BFC II notiert worden, spielte Schwerdtner ab September dieses Jahres für die SG Dynamo Schwerin in der DDR-Liga. Mit den dort gezeigten Leistungen bot er sich im Sommer 1986 für einen Wechsel zu Oberligaaufsteiger BSG Energie Cottbus an. Dort absolvierte er im Abstiegsjahr 22 Partien in der Oberliga. In der darauffolgenden Saison 1987/88 spielte er, noch für den Ligakader der Energie-Elf gemeldet, nur noch für die 2. Mannschaft der Lausitzer in der drittklassigen Bezirksliga Cottbus. Nach 1988 schloss er sich noch unterklassigen Mannschaften an, bevor er 1996 seine Karriere beendete.

### Auswahleinsätze
Der BFC-Torwart war achtmal für die DDR-Nachwuchsauswahl im Einsatz. In den Jahren von 1975 bis 1977 läuft er je viermal für die damals noch parallel agierenden U-21- und U-23-Teams des DFV auf.
Zuvor hatte Schwerdtner im Frühjahr 1975 beim UEFA-Juniorenturnier, der inoffiziellen Europameisterschaft, im Tor der U-18 der DDR gestanden. Beim Turnier in der Schweiz gelang den ostdeutschen Junioren jedoch nicht der Sprung ins Halbfinale. Insgesamt absolvierte der Torwart für die DFV-Junioren zwischen Oktober 1974 und Mai 1975 14 Partien.